# Liste der Bodendenkmale in Warmsen
In der Liste der Bodendenkmale in Warmsen sind die Bodendenkmale der niedersächsischen Gemeinde Warmsen aufgeführt. Die Quelle ist der Denkmalatlas Niedersachsen. 

Warmsen im Landkreis Nienburg

Der Stand der Liste ist der 15. Januar 2025.

## Allgemein
In den Spalten finden sich folgende Informationen des Bodendenkmales:
| Lage         | geographische Koordinaten                                                           |
| Bezeichnung  | Bezeichnung lt. Denkmalatlas                                                        |
| Beschreibung | Beschreibung lt. Denkmalatlas                                                       |
| ID           | Objekt-ID                                                                           |
| Bild         | Bild, ggf. zusätzlich mit Link zu weiteren Fotos im Medienarchiv Wikimedia Commons. |

## Bohnhorst
| Lage                       | Bezeichnung          | Beschreibung                             | ID       | Bild |
| -------------------------- | -------------------- | ---------------------------------------- | -------- | ---- |
| 52° 25′ 11″ N, 8° 47′ 0″ O | Bohnhorst 1, Schanze | Durchmesser ca. 15 m und Höhe ca. 0,5 m. | 36814854 | BW   |